# Corytoplectus
Corytoplectus é um género botânico pertencente à família Gesneriaceae.

## Espécies
- Corytoplectus capitatus
- Corytoplectus congestus
- Corytoplectus cutucuensis
- Corytoplectus deltoideus
- Corytoplectus latifolius
- Corytoplectus pulcher
- Corytoplectus riceanus
- Corytoplectus schlimii
- Corytoplectus speciosus